# Karl Wienert

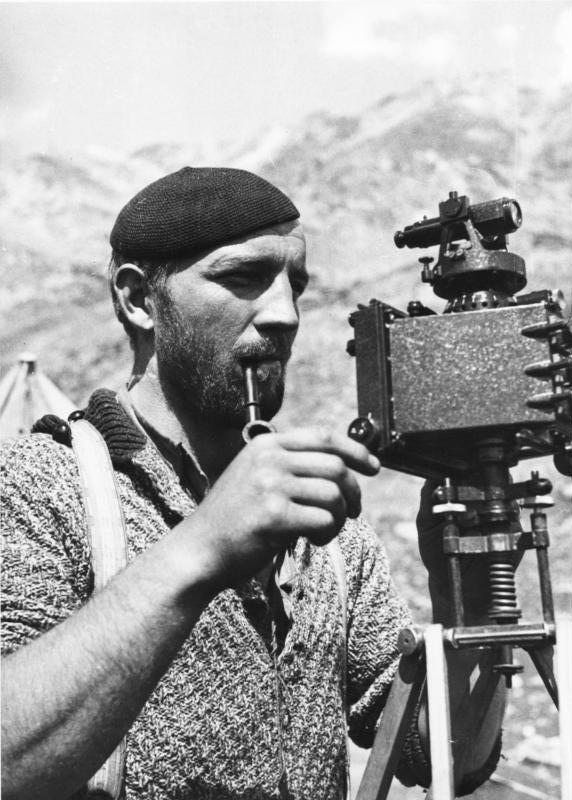
Karl Wienert auf der Tibetexpedition 1938

Karl Wienert (* 30. März 1913 in Serpallen, Ostpreußen; † 24. August 1992) war ein deutscher Geophysiker.
Wienert studierte Geophysik und wurde 1936 in Königsberg promoviert und war dort danach Assistent an der Geophysikalischen Station.
1938/39 nahm er an der Tibet-Expedition von Ernst Schäfer teil und unternahm im Himalaya geomagnetische Messungen. Danach blieb er bei Schäfer und war dessen Assistent beim SS-Ahnenerbe, auch als dieser das Sven-Hedin-Institut gründete. Da Himmler die Tibet-Expedition nur unter der Bedingung genehmigte, dass alle Teilnehmer Mitglieder der SS sind, trat Wienert wie auch Ernst Krause vor Expeditionsbeginn der SS bei (SS-Nummer 288.240). Karl Wienert hatte während des Kriegs die undankbare Aufgabe einer Idee von Heinrich Himmler folgend im Gebiet von Inn und Isar nach Gold zu suchen (siehe Josef Wimmer). Wienert war zunächst Untersturmführer und wurde später bis zum Hauptsturmführer der SS befördert. 1944 habilitierte er sich in München mit einer Arbeit über Erdmagnetismus.
Nach dem Krieg war er als Geophysiker in Pakistan tätig. Unter anderem baute er dort ein erdmagnetisches Observatorium auf. 1954 war er Teilnehmer der Himalaya-Karakorum-Expedition des Bergsteigers Mathias Rebitsch.
Von 1958 an leitete er das erdmagnetische Observatorium der Universität München in Fürstenfeldbruck. Erdmagnetische Messungen führte in München zuerst Johann von Lamont im Observatorium in Bogenhausen aus. 1927 bis 1937 war das Observatorium in dem Dorf Maisach bei München, als dort ein Militärflugplatz gebaut wurde, zog man nach Fürstenfeldbruck, mit dem ersten Leiter Friedrich Burmeister (1919–1957). Das Observatorium wurde 1938 von der Bayerischen Akademie der Wissenschaften auf die Universität München übertragen.

## Schriften
- 125 Jahre erdmagnetische Beobachtungen in München, Maisach und Fürstenfeldbruck. In: G. Angenheister (Hrsg.) Zum 125jährigen Bestehen der Observatorien München – Maisach – Fürstenfeldbruck, Geophysikalisches Observatorium Fürstenfeldbruck, 1966, S. 7–51